# Elisabeth Rue Strencbo
Elisabeth Synnøve Rue Strencbo, född 19 juni 1950 på Geilo i Norge, är en norsk politiker. Hon var ledare för Demokratene från juni 2012 till oktober 2013. Hon är nu chef för Demokratene i Vestfold fylke. Strencbo representerade tidigare Fremskrittspartiet i Tønsberg.
Under de senaste åren har hon varit aktiv i en grupp som arbetar för mänskliga rättigheter, och hon är styrelseledamot i Landsforbundet mot drogmissbruk.

## Förtroendeuppdrag
- 2007–2011: Ledamot i utskottet för byggnader och mark
- 2007–2011: Ledamot i utskottet som utarbetade klimat- och energiplanen
- 2007–2011: Ledamot av tekniska
- 2007–2011: Foundation Tønsberg Ishall
- 2007–2011: Vägnamn kommittén
- 2007–2011: Utskottet som utarbetat nya jordbruks planen
- 8 januari 2015–2015: ständige representant för Tønsberg kommunfullmäktige.
- 11 mars 2015–2015: Ledamot av ordförandeskapet:
- 11 mars 2015–2015: Ledamot i Finans, planering och nutrition:
- 11 mars 2015–2015: Medlem i Port Control
- 11 mars 2015–2015: Ledamot av styrelsen

## Roller inom politiska partier
- 2004–2011 sekreterare, Tønsberg Fremskrittspartiet
- 2009–2011 Kampanjdirektör, Tønsberg Fremskrittspartiet
- 2012–2013 kassör, Demokratene
- 2012–2013 direktör, Demokratene
- 2014– ledare i fylket, Demokratene